# Send (ort i Iran)
Send (persiska: سند) är en ort i Iran.   Den ligger i provinsen Gilan, i den nordvästra delen av landet, 250 km nordväst om huvudstaden Teheran. Send ligger 13 meter över havet och antalet invånare är 952.
Terrängen runt Send är platt.Runt Send är det ganska tätbefolkat, med 111 invånare per kvadratkilometer. Närmaste större samhälle är Fūman, 3,5 km sydväst om Send. Trakten runt Send består till största delen av jordbruksmark.